# پریسیلا منشا
پریسیلا منشأ (انگلیسی: Priscilla Mensah؛ زادهٔ ۱۹ آوریل ۱۹۷۴) بازیکن فوتبال اهل غنا است.
وی همچنین در تیم ملی فوتبال زنان غنا بازی کرده‌است.